# Rutenere
Rutenere (ukrainsk: Русини, hviderussisk: Русіны, latin: Rutheni) er et undertiden forældet exonym om befolkningen i Rus: 
Primært i det middelalderlige kongerige Kijevriget, der omfatter dele af det nuværende Rusland, Hviderusland, Polen, Slovakiet og Ukraine.
Historisk var "rutener" et etnonym om østslaviske folkeslag i Rus. Ifølge Catholic Encyclopedia blev udtrykket overvejende brugt om østslavere i det Det Østrig-ungarske kejserrige, ukrainere eller befolkningen i Lillerusland (~ de fleste dele af det moderne Ukraine) i det Russiske Kejserrige; i modsætning til storrussere centreret omkring Moskva. 
Med fremkomsten af ukrainsk nationalisme i midten af 1800-tallet gik udtrykket af brug i, hvad der nu er de østlige og centrale dele af Ukraine, og i den vestlige del af Ukraine i slutningen af 1800-tallet. 
I mellemkrigstiden blev udtrykket også brugt i den Anden polske republik om befolkningen fra Kresy Wschodnie. I dag anvendes det primært som endonym om 
- en lille befolkninggruppe i Slovakiet, Serbien (Pannonien Rusyns) og
- befolkningen i lommer i Centraleuropa, rutenske katolske emigrantbefolkninger, og
- et mindretal i Ukraines Zakarpatska oblast (indenfor det historisk Karpato-Rutenien).